# Ležimir
Ležimir (ćir.: Лежимир) je naselje u općini Srijemska Mitrovica u Srijemskom okrugu u Vojvodini.

## Stanovništvo
U naselju Ležimir živi 947 stanovnika, od čega 781 punoljetan stanovnika s prosječnom starosti od 42,8 godina (41,4 kod muškaraca i 44,2 kod žena). U naselju ima 363 domaćinstva, a prosječan broj članova po domaćinstvu je 2,61.
Prema popisu iz 1991. godine u naselju je živjelo 913 stanovnika.
| Etnički sastav 2002. |            |        |
| Narod                | Stanovnika |        |
| Srbi                 | 929        | 98,09% |
| Crnogorci            | 4          | 0,42%  |
| Jugoslaveni          | 4          | 0,42%  |
| Hrvati               | 2          | 0,21%  |
| Ukrajinci            | 2          | 0,21%  |
| Slovenci             | 1          | 0,10%  |
| Slovaci              | 1          | 0,10%  |
| nepoznato            | 1          | 0,10%  |

| broj stanovnika | 1141  | 1152  | 1128  | 1127  | 1006  | 913   | 947   |
|                 | 1948. | 1953. | 1961. | 1971. | 1981. | 1991. | 2001. |

## Vanjske poveznice
- Karte, položaj vremenska prognoza
- [neaktivna poveznica]